# Bronson Pinchot

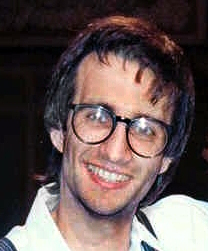
Bronson Pinchot

Bronson Pinchot (n. 20 mai 1959, New York City, New York, SUA) este un actor american.

## Filmografie

### Film
| An   | Titlu                                                         | Role                   | Note                 |
| ---- | ------------------------------------------------------------- | ---------------------- | -------------------- |
| 1983 | Risky Business                                                | Barry                  |                      |
| 1984 | Beverly Hills Cop                                             | Serge                  |                      |
| 1984 | The Flamingo Kid                                              | Alfred Schultz         |                      |
| 1985 | Hot Resort                                                    | Brad                   |                      |
| 1985 | After Hours                                                   | Lloyd                  |                      |
| 1989 | Second Sight                                                  | Bobby                  |                      |
| 1992 | Blame It on the Bellboy                                       | Bellboy                |                      |
| 1993 | True Romance                                                  | Elliot Blitzer         |                      |
| 1993 | The Jungle Creature: Hugo                                     | Hugo (voce)            | versiunea în engleză |
| 1994 | Beverly Hills Cop III                                         | Serge                  |                      |
| 1995 | Napoleon                                                      | Birdo (voce)           | versiunea în engleză |
| 1996 | It's My Party                                                 | Monty Tipton           |                      |
| 1996 | Courage Under Fire                                            | Bruno                  |                      |
| 1996 | The First Wives Club                                          | Duarto Feliz           |                      |
| 1996 | Jungledyret 2 - den store filmhelt                            | Hugo (voce)            | versiunea în engleză |
| 1997 | Babes in Toyland                                              | Rodrigo (voce)         |                      |
| 1998 | Slappy and the Stinkers                                       | Roy                    |                      |
| 1998 | Quest for Camelot                                             | Griffin (voce)         |                      |
| 1998 | Beach Movie                                                   | Ronald                 | a.k.a. Boardheads    |
| 1999 | Out of the Cold                                               | Max Kaplan             |                      |
| 1999 | The All-New Adventures of Laurel and Hardy: For Love or Mummy | Stanley                |                      |
| 2002 | Winning Girls Through Psychic Mind Control                    | Devon Sharpe           |                      |
| 2003 | Straight No Chaser                                            | Josh Peters            | Short                |
| 2004 | Second Best                                                   | Doc Klingenstein       |                      |
| 2005 | Diamond Zero                                                  | Bergerac De La Houssey | AKA: IceMaker        |
| 2007 | The Wager                                                     | Colin Buchanan         |                      |
| 2007 | Mr. Art Critic                                                | M.J. Clayton           |                      |
| 2008 | From a Place of Darkness                                      | Carl                   |                      |
| 2008 | The Tale of Despereaux                                        | Town Crier (voce)      |                      |
| 2009 | Hooking Up                                                    | Mr. Kimbal (voce)      |                      |
| 2009 | Good Clean Fun                                                | Dean Vernon            |                      |
| 2010 | Pure Country 2: The Gift                                      | Joseph                 |                      |
| 2011 | You and I                                                     | Torrino                |                      |
| 2012 | Virgin Alexander                                              | Bim Norse              |                      |
| 2013 | Kung-Fu and Titties                                           | The Beaver             |                      |
| 2015 | The Strike                                                    | Carlo Lombardi         |                      |
| 2016 | Double Play                                                   | Bob                    | Filming              |

### Televiziune
| An        | Titlu                                                    | Role                                                     | Note                                                            |
| --------- | -------------------------------------------------------- | -------------------------------------------------------- | --------------------------------------------------------------- |
| 1985      | Sara                                                     | Dennis Kenper                                            | 13 episoade                                                     |
| 1985      | Amazing Stories                                          | Regizor                                                  | Episodul: ""Mummy Daddy"                                        |
| 1986      | Dave Thomas: The Incredible Time Travels of Henry Osgood | Charles Dickens                                          | Film TV                                                         |
| 1986      | Between Two Women                                        | Photographer                                             | Film TV                                                         |
| 1986–93   | Perfect Strangers                                        | Balki Bartokomous / Mama                                 | 151 episoade                                                    |
| 1990      | ABC TGIF                                                 | Balki                                                    |                                                                 |
| 1990      | The Great American Sex Scandal                           | Sanford Lagelfost / Jorge Jimenez / Arthur Lloyd / Magda | Film TV                                                         |
| 1992      | Eek! the Cat                                             | Voci suplimentare                                        |                                                                 |
| 1993      | The Trouble with Larry                                   | Larry Burton                                             | 7 episoade                                                      |
| 1994/95   | Lois & Clark: The New Adventures of Superman             | Kyle Griffin / The Prankster                             | 2 episoade                                                      |
| 1995      | The Langoliers                                           | Craig Toomey                                             | Miniseries; 2 episoade                                          |
| 1995      | Dumb and Dumber                                          | Dymbster (voce)                                          | 2 episoade                                                      |
| 1995      | The Adventures of Hyperman                               | Valerie Knockisblokov (voce)                             | Episodul: "Cosmo Not/The Brain Game"                            |
| 1996      | High Society                                             | Arthur Zipkin                                            | Episodul: "Nip and Tuck"                                        |
| 1996      | Duckman                                                  | Dr. Henri Ducharme (voce)                                | Episodul: "A Room with a Bellevue"                              |
| 1996      | 3rd Rock from the Sun                                    | Roy Albright                                             | Episodul: "Ab-dick-ted"                                         |
| 1996      | Bruno the Kid                                            | General Armando Castrato (voce)                          | 36 episoade                                                     |
| 1996      | Adventures from the Book of Virtues                      | The Man / The Dog (voices)                               | Episodul: "Work"                                                |
| 1996      | Clueless                                                 | Mr. Pomormo / Ka-feen                                    | 2 episoade                                                      |
| 1996 1997 | Aaahh!!! Real Monsters                                   | Dietrich Duchump Deitrich Dunlap (voices)                | "Amulet of Enfarg/Bad Hair Day" "The Lips Have It/Escape Claws" |
| 1997      | Meego                                                    | Meego                                                    | 13 episoade                                                     |
| 1997      | High Incident                                            | Matt Shukat                                              | Episodul: "Show Me the Money"                                   |
| 1997      | The Angry Beavers                                        | Truman / Brat (voices)                                   | Episodul: "House Broken/Stinky Toe"                             |
| 1997      | I Am Weasel                                              | Oscar / Guard / Old Wardrobe Man (voices)                | Episodul: "I Are Big Star"                                      |
| 1997      | Step by Step                                             | Jean-Luc Rieupeyroux / Black Bart                        | 24 episoade                                                     |
| 1997      | Merry Christmas, George Bailey                           | Mr. Carter                                               | Film TV                                                         |
| 1997 2000 | Happily Ever After: Fairy Tales for Every Child          | Sonny the Toad / Killer Whale / Reindeer (voices)        | "Thumbelina" "The Snow Queen"                                   |
| 1998      | Hey Arnold!                                              | Ronnie Matthews / Director / Chauffeur (voices)          | 2 episoade                                                      |
| 1999      | The Wild Thornberrys                                     | Franz Fensterkopf (voce)                                 | 2 episoade                                                      |
| 2000      | Buzz Lightyear of Star Command                           | Shakey / Science (voices)                                | Episodul: "Haunted Moon"                                        |
| 2002      | Breaking News                                            | Phillip                                                  | Episodul: "Spin Art                                             |
| 2003      | All Grown Up!                                            | Pepe (voce)                                              | Episodul: "Chuckie's in Love"                                   |
| 2005      | Law & Order: Criminal Intent                             | Dr. Greg Ross                                            | Episodul: "Beast"                                               |
| 2007      | Six Degrees                                              | Thomas Johnson                                           | Episodul: "Ray's Back"                                          |
| 2007      | Law & Order: Special Victims Unit                        | Dr. Henry Carlisle                                       | Episodul: "Alternate"                                           |
| 2008      | The Young and the Restless                               | Patrick Dalton                                           | 6 episoade                                                      |
| 2010      | Hawaii Five-0                                            | Bastille                                                 | Episodul: "Mana'o"                                              |
| 2011      | The Problem Solverz                                      | AI (voce)                                                | Episodul: "Videogamez"                                          |
| 2011      | Shake It Up                                              | Kashlack Hessenheffer                                    | Episodul: "Vatalihootsit It Up"                                 |
| 2012–13   | The Bronson Pinchot Project                              | Himself (host)                                           | 20 episoade                                                     |
| 2014      | NCIS                                                     | George Burton                                            | Episodul: "Parental Guidance Suggested"                         |
| 2015      | The Mysteries of Laura                                   | Head Chef J.T. Thompson                                  | Episodul: "The Mystery of the Frozen Foodie                     |
| 2015      | Ray Donovan                                              | Flip Brightman                                           | 2 episoade                                                      |

| An   | Titlu                                    | Rol de voce              | Note |
| ---- | ---------------------------------------- | ------------------------ | ---- |
| 1996 | Bruno the Kid: The Animated Movie        | General Armando Costrato |      |
| 2001 | Lady and the Tramp II: Scamp's Adventure | Francois                 |      |